# Rio Timbozinho
Le rio Timbozinho est une rivière brésilienne du nord de l'État de Santa Catarina.
Il naît sur le territoire de la municipalité de Canoinhas et s'écoule vers l'ouest. Il traverse également la municipalité d'Irineópolis avant de se jeter dans le rio Timbó.